# Dinh thự của bin Laden ở Abbottabad
Dinh thự của bin Laden, được gọi tại địa phương là Waziristan Haveli (tiếng Urdu: وزیرستان حویلی), là một biệt thự thuộc tầng lớp thượng lưu được sử dụng làm nhà an toàn cho phiến quân Hồi giáo Osama bin Laden, người đã bị lực lượng Mỹ bắn và giết tại đó vào ngày 2 tháng 5 năm 2011. Khu nhà nằm ở cuối con đường đất 1.300 mét (0,8 mi) về phía tây nam của Học viện Quân sự Pakistan ở thị trấn Bilal, Abbottabad, Pakistan, một khu ngoại ô có nhiều sĩ quan quân đội đã nghỉ hưu. Bin Laden được báo cáo là đã trốn tránh bị bắt bằng cách sống trong một phần của ngôi nhà trong ít nhất 5 năm, không có kết nối Internet hoặc điện thoại, và trốn tránh công chúng, những người được cho là không biết về sự hiện diện của anh ta.
Hoàn thành vào năm 2005, các tòa nhà chính trong khu nhà nằm trên một lô đất 3.500 mét vuông (38.000 foot vuông), lớn hơn nhiều so với những ngôi nhà gần đó. Chu vi của nó là các bức tường bê tông 3,7 đến 5,5 mét (12 đến 18 ft) với hàng rào thép gai, và có hai cổng an ninh. Dinh thự này có rất ít cửa sổ. Có tuổi thọ chỉ hơn năm tuổi, các tòa nhà xiêu vẹo của dinh thự rất cần được sơn lại. Khu đất có một vườn rau được chăm sóc cẩn thận, với các con thỏ, khoảng 100 con gà và một con bò. Ngôi nhà không nổi bật về mặt kiến trúc so với những nhà khác trong khu phố, ngoại trừ kích thước và các biện pháp an ninh phóng đại; ví dụ, ban công tầng ba có một bức tường riêng tư 2 mét (7 ft). Hình ảnh bên trong ngôi nhà cho thấy sự bừa bộn quá mức và đồ đạc khiêm tốn. Sau điệp vụ của Mỹ, đã có sự quan tâm và báo cáo sâu rộng về dinh thự này và thiết kế của nó. Đến nay, chính phủ Pakistan đã không trả lời bất kỳ cáo buộc nào về việc ai đã xây dựng cấu trúc nhà này.
Sau vụ tấn công ngày 11 tháng 9 năm 2001, Hoa Kỳ đã tìm kiếm bin Laden trong gần 10 năm. Bằng cách theo dõi người đưa thư Abu Ahmed al-Kuwaiti đến khu nhà, các quan chức Mỹ phỏng đoán rằng bin Laden đang trốn ở đó. Trong một cuộc đột kích vào ngày 2 tháng 5 năm 2011, 24 thành viên của Nhóm Triển khai Chiến tranh Đặc biệt Hải quân Hoa Kỳ đã đến bằng trực thăng, phá vỡ một bức tường bằng chất nổ và đi vào tìm kiếm bin Laden. Sau khi chiến dịch hoàn thành và bin Laden bị giết, Pakistan đã phá hủy cấu trúc này vào tháng 2/2012.